# Viale della Rimembranza

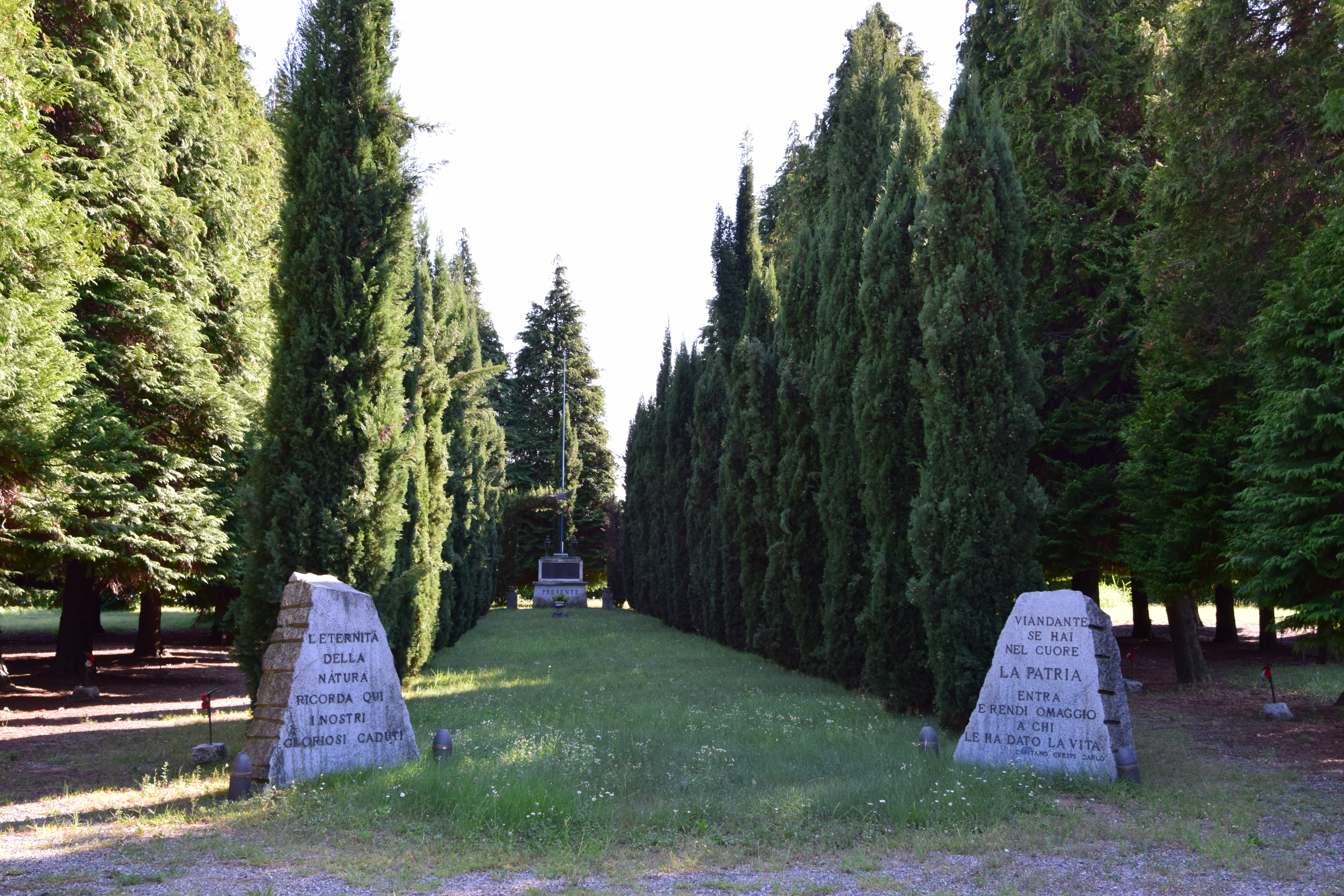
Parco della Rimembranza di Ghemme (Novara)

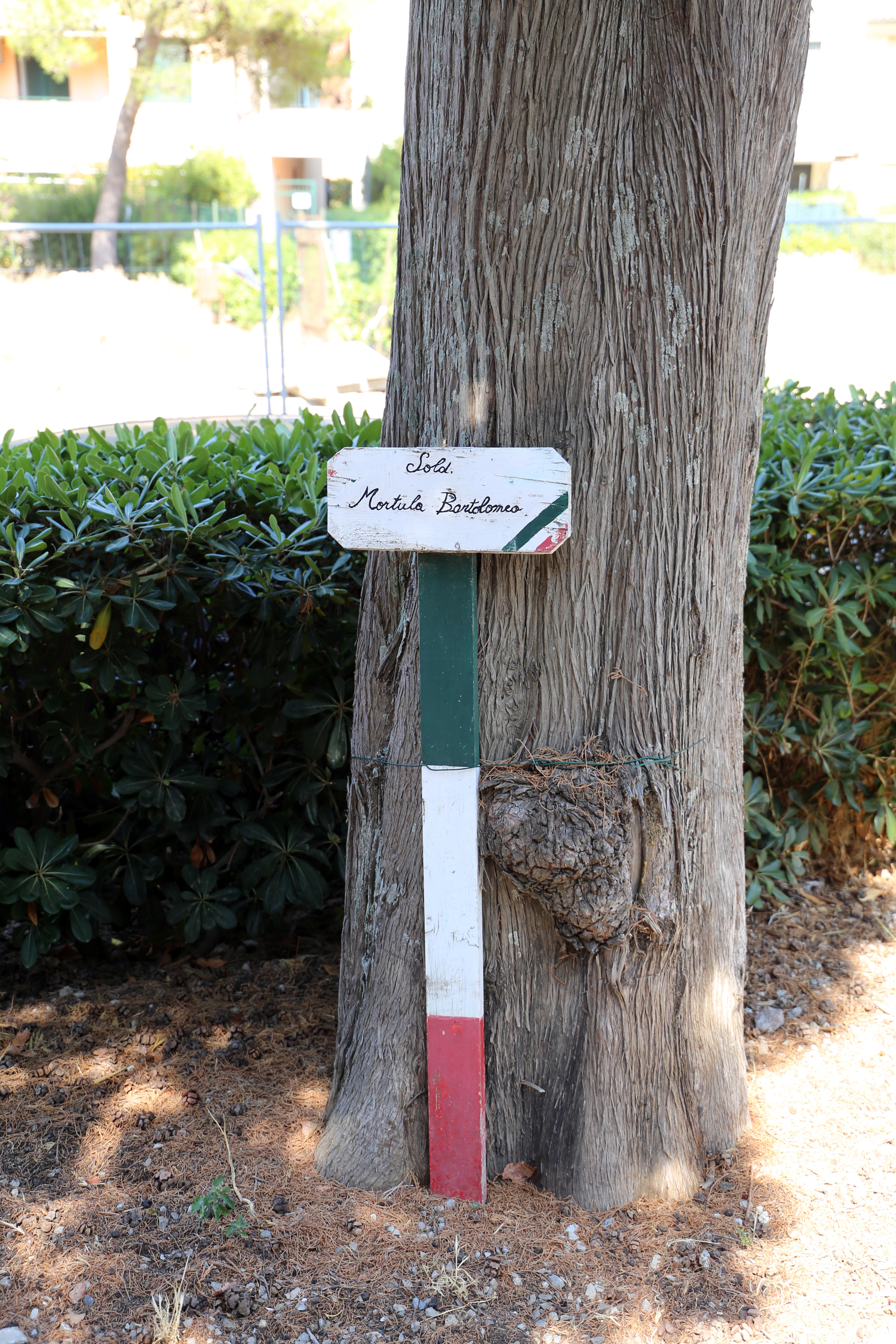
Cartellino di un albero della Rimembranza, presso il cimitero di Marciana Marina (Livorno)

I parchi e viali della Rimembranza sono luoghi destinati al culto e alla memoria dei caduti della Prima guerra mondiale, tipici dell'Italia. Furono istituiti con la Circolare del 27 dicembre 1922 emanata dal Sottosegretario al Ministero dell'istruzione Dario Lupi. La caratteristica dei viali e dei parchi della Rimembranza è quella di ospitare tanti alberi quanti erano i caduti da commemorare. Su ogni albero era apposta una targa con il nome del militare morto in guerra. Più raramente era presente anche la fotografia del caduto.

## Storia
La memoria delle centinaia di migliaia di soldati caduti durante la Prima guerra mondiale fu uno dei punti chiave della propaganda durante il ventennio fascista, nell'ottica di glorificare gli "eroi" e la "Vittoria" affinché il sacrificio non fosse considerato vano e anche affinché non apparisse insensata una nuova militarizzazione del Paese, sia in chiave del controllo interno della popolazione, sia per una possibile rivalsa futura verso i paesi esterni, nel quadro della cosiddetta "vittoria mutilata" e dello sviluppo del colonialismo.
Oltre alla capillare erezione di monumenti, lapidi, cippi, sacrari, e all'intitolazione di numerose vie, piazze, scuole ed edifici pubblici alle battaglie e alle vicende della guerra appena finita, già dal primo governo Mussolini si ideò un nuovo tipo di memoriale, il  parco o viale della Rimembranza (circolare del Sottosegretario alla Pubblica Istruzione Dario Lupi del 1922, poi convertita in Regio decreto n. 2747 del 3 dicembre 1923).
In ogni città e paese d'Italia veniva incoraggiata l'erezione di parchi o viali alberati dove ogni albero, piantato e curato dagli alunni delle scuole, ricordasse un caduto, con tanto di targa identificativa presso ciascuna pianta (solitamente cipressi, ma talvolta anche altre essenze). Sorsero così questi parchi, spesso in posizioni altamente simboliche, magari vicino al monumento ai caduti, nelle piazze centrali o presso le chiese parrocchiali, ad amplificare il senso sacrale del sacrificio dei soldati, e ad alimentare nei giovani l'amor patrio e la deferenza verso coloro che erano morti per l'Italia stessa. Dal 2 dicembre 1925 questo tipo di commemorazione divenne obbligatorio per legge, e l'anno successivo vennero dichiarati "pubblici  monumenti". Gli "eroi" quindi non erano più staticamente commemorati da una lapide o una scultura, ma da qualcosa di vivo - un albero - custodito dalle nuove generazioni.
Con la seconda guerra mondiale e la caduta del fascismo, i parchi vennero spesso abbandonati o sacrificati dalle nuove scelte urbanistiche, visti ormai più come un rimasuglio del regime, che come una celebrazione patriottica. Soprattutto negli anni cinquanta e sessanta del Novecento la maggior parte di essi venne eliminata o ridotta. Anni dopo ha cominciato a rinascere un interesse verso i parchi e i viali superstiti, avviandone il restauro e la nuova valorizzazione. Con il Decreto Legislativo n.  42 del 22 gennaio 2004 si è riconosciuto loro il valore di bene culturale e paesaggistico.
Sebbene esistano oggi molti parchi con piante originali o con un assetto conservato grazie ai ripiantamenti, molto rari sono quelli integri con le targhe ai caduti.

### Commissione
Dopo la fine della Prima guerra mondiale, la memoria dei caduti fu considerata un tema di rilevanza statale: nella primavera del 1919 fu istituita presso il Ministero dell'Interno la Commissione per onorare la memoria dei soldati d’Italia e dei paesi alleati morti in guerra, presieduta dal Generale Armando Diaz. La Commissione, tuttavia, non riuscì ad incidere sulle iniziative locali, ma si occupò della sistemazione degli innumerevoli cimiteri di guerra sorti nelle zone del fronte e successivamente del rientro delle salme nei territori d'origine. Nell'agosto dello stesso anno vennero specificate la composizione e le prerogative della stessa: esprimere pareri su proposte di legge, di decreti e di norme generali concernenti le sepolture pei militari; su progetti di convenzioni da stipularsi coi Governi esteri; su tutte le altre questioni relative alla materia che possano esserle sottoposte dai Ministeri interessati.. Ad inizio del 1920 la Commissione passò al Ministero della guerra e procedette alla raccolta e alla sepoltura dei Caduti. Pochi mesi dopo, all'interno del medesimo ministero venne istituito un Ufficio centrale per la Cura e le onoranze funebri dei caduti di guerra. Nel maggio dello stesso anno presero avvio le operazioni per rintracciare tutte le salme dei Caduti abbandonate sul campo o sepolte sommariamente. Negli anni successivi vennero soppressi moltissimi piccoli cimiteri di Guerra e le salme raccolte in grandi cimiteri militari o “sacrari”. Nell'agosto 1921, lo Stato assunse a suo carico, su richiesta delle famiglie, il trasporto di tutti i militari del Regio Esercito e della Regia Marina che morirono in conseguenza dell'ultima guerra mondiale. Tuttavia, visto il numero imponente di Caduti, la stessa normativa precisò che i trasporti sarebbero stati effettuati collettivamente e gradualmente in rapporto alle condizioni dei servizi ferroviari e marittimi, ed alla capacità dell'area di inumazione nei cimiteri di destinazione. Per l'esecuzione di tale intendimento fu autorizzato un finanziamento straordinario di 80 milioni di Lire. Tuttavia il Regolamento per il trasporto gratuito per il trasporto delle salme dei Caduti in guerra fu approvato solamente nel gennaio 1922. Il provvedimento attribuì la competenza al Ministero della guerra, ed in particolare all'Ufficio centrale per la Cura e le onoranze funebri dei caduti di guerra, cosicché soltanto dalla primavera del 1922 poterono iniziare i trasporti delle salme.

### Istituzione dei parchi e viali della Rimembranza
A circa due mesi dalla costituzione del Governo Mussolini il Sottosegretario al Ministero dell'Istruzione Dario Lupi emanò la Circolare del 27 dicembre 1922 con cui sollecitò tutti i Provveditori agli Studi affinché le scolaresche d’Italia si facciano iniziatrici dell’attuazione di una idea nobilissima e pietosa: quella di creare in ogni città, in ogni paese, in ogni borgata, la Strada o il Parco della Rimembranza. Per ogni caduto nella grande guerra, dovrà essere piantato un albero. Il Ministero dell'istruzione dispose apposite norme sugli aspetti formali e procedurali necessari per la realizzazione .
I parchi e i viali della Rimembranza furono realizzazioni che goderono di un’autentica e vasta popolarità in tutta Italia. Il parco veniva ricavato in uno spazio non edificato, all’interno o immediatamente al di fuori del perimetro urbano, anche in prossimità di chiese parrocchiali o di cappelle votive. Di norma era recintato, con una siepe o con una cancellata metallica. Al centro poteva essere collocato un monumento, consistente in un’opera scultorea o in una stele. Il viale, invece, veniva realizzato posizionando gli alberi ai bordi di una strada esistente o di recente costruzione. Nei centri più piccoli poteva coincidere con la via principale o con la strada che dalla chiesa conduceva al cimitero.
I parchi e i viali della Rimembranza assicuravano una dimensione pubblica alla commemorazione dei Caduti, che veniva proposta all’interno degli spazi urbani, laddove si svolgeva la quotidianità della vita sociale . Questi luoghi della memoria sono spazi sociali che furono pensati e realizzati in funzione dei rituali commemorativi, proposti come traduzione materiale del ricordo istituzionalizzato legato alla guerra, volto a identificare i tratti preziosi, fondativi, identitari ed esemplari, come il sacrificio dei caduti. Tuttavia, rappresentarono anche il punto d’incontro fra la memoria pubblica e quella individuale dei reduci, dei familiari dei caduti e, più in generale, di tutti coloro che contribuirono alla vittoria in termini di sacrifici materiali ed affettivi.
Tuttavia, proprio per avocare al nuovo governo fascista il merito della creazione dei parchi e dei viali della Rimembranza, il Sottosegretario Dario Lupi, con lettera circolare ai Regi Provveditori del 13 febbraio 1923, dispose di dedicare alberi votivi anche alla memoria dei martiri del fascismo, equiparando di fatto i Caduti della Grande Guerra ai fascisti morti negli scontri degli anni precedenti, poiché la fede che condusse al sacrificio i martiri del Fascismo è la fede stessa che circonfuse di gloria l'olocausto santo dei caduti in guerra.
I parchi e i viali della Rimembranza riscossero un immediato successo. Alla data del 15 ottobre 1923 si erano costituiti 5735 comitati esecutivi su un totale di 8305 comuni e 1048 fra parchi e viali erano stati inaugurati.

### Guardia d'onore
Nel dicembre 1923 venne istituita una speciale Guardia d'onore, da costituirsi in ogni comune dove erano presenti parchi o viali della Rimembranza, composta da due alunni per ogni classe delle scuole elementari, medie inferiori e superiori, scelti fra i coloro che avevano ottenuto i migliori rendimenti scolastici, a cui attribuire la custodia ideale dei memoriali. La Guardia d'onore doveva prestare servizio in tutte le manifestazioni in cui venivano commemorati i Caduti e nei giorni degli anniversari dello Statuto Albertino, della dichiarazione di guerra, della vittoria e della marcia su Roma.

### Dichiarazione di "pubblici monumenti"
Nel 1926 tutti i parchi e i viali della Rimembranza, senza distinzione, vennero dichiarati "pubblici monumenti" e quindi sottoposti alle norme di tutela.
Dopo la fine della Seconda Guerra Mondiale, la caduta del fascismo e la nascita della Repubblica Italiana, i parchi e i viali della Rimembranza spesso hanno subito un processo di decadenza e di generale disinteresse. Molti sono stati completamente abbandonati e addirittura scomparsi dalla toponomastica cittadina. L'anniversario del centenario della Grande Guerra è stata l'occasione, in molti comuni, di recuperare non solo la memoria, ma anche gli spazi e gli allestimenti arborei dei parchi e dei viali della Rimembranza..

## I precedenti e le altre realizzazioni in Europa
A partire dal 1914, in Germania erano stati creati i “boschi degli eroi”, in tedesco Heldenhain. Al posto di un monumento ai caduti tradizionale, l'idea era quella di realizzare un luogo chiuso e recintato, un surrogato del cimitero di guerra, ma privo di sepolture, dove gli alberi occupavano lo spazio delle tombe. In questo modo veniva meno la materializzazione della morte determinata dalla fredda lastra di pietra, sostituita da una forma di vita – gli alberi – con carattere di eternità e sublimazione, simbolo della vitalità dell’individuo e della comunità, pur nella tragedia del sacrificio e del lutto. Anche a Vienna e nelle città austriache sorsero i boschi degli eroi, così come in Francia furono realizzati i jardins funèbres, mentre in ambito britannico furono preferite le stones of remembrance.

## Elenco parziale

### Calabria
- Parco della Rimembranza di Cosenza

### Campania
- Parco della Rimembranza di Napoli

### Emilia Romagna
- Parco della Rimembranza di Cesena
- Viale delle Rimembranze di Parma[21]

### Friuli Venezia-Giulia
- Parco della Rimembranza di Trieste
- Parco della Rimembranza di Gorizia

### Marche
- Parco della Rimembranza di Ancona
- Parco della Rimembranza di Ascoli Piceno
- Parco della Rimembranza di Fermo
- Parco della Rimembranza di Morro d'Alba
- Parco della Rimembranza di Ostra Vetere
- Parco della Rimembranza di Senigallia
- Parco della Rimembranza di Serra de' Conti
- Parco della Rimembranza di Staffolo

### Lazio
- Parco della Rimembranza di Roma

### Lombardia

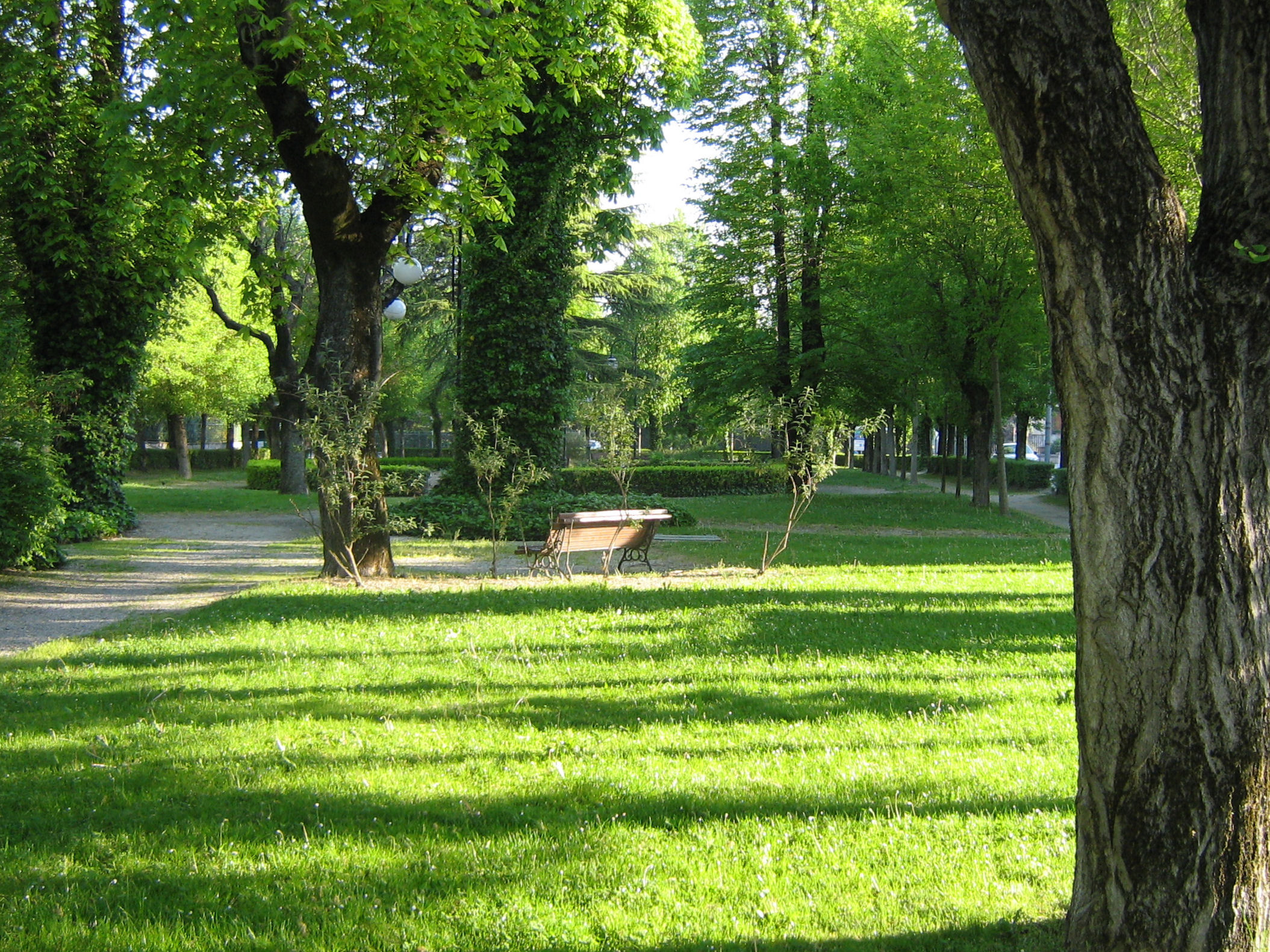
Parco delle Rimembranze a Castel Goffredo

- Parco della Rimembranza di Casalbuttano ed Uniti
- Parco delle Rimembranze di Castel Goffredo[22]
- Parco della Rimembranza di Cingia de' Botti
- Parco della Rimembranza di Rivolta d'Adda
- Parco della Rimembranza di Rubbiano (Credera Rubbiano)
- Parco della Rimembranza di San Bassano
- Parco della Rimembranza di Sesto ed Uniti
- Parco delle Rimembranze di Bergamo
- Parco delle Rimembranze di Urgnano[23]
- Parco della Rimembranza di Misinto

### Piemonte

#### Alessandria
- ex Parco della Rimembranza di Alessandria
- Parco della Rimembranza di Alluvioni Cambiò (Alluvioni Piovera)
- Parco della Rimembranza di Arquata Scrivia
- Parco della Rimembranza di Carentino
- Parco della Rimembranza di Casale Monferrato
- Parco della Rimembranza di Castelceriolo (Alessandria)
- Parco della Rimembranza di Castelletto Scazzoso (Castelletto Monferrato)
- Parco della Rimembranza di Cortiglione
- Parco della Rimembranza di Gavi
- Parco della Rimembranza di Novi Ligure
- Parco della Rimembranza di Oviglio
- Parco della Rimembranza di Quattordio
- Parco della Rimembranza di San Sebastiano Curone
- Parco della Rimembranza di Solonghello
- Parco della Rimembranza di Tortona
- Parco della Rimembranza di Villavernia

#### Asti
- Parco della Rimembranza di Belveglio
- Parco della Rimembranza di Calosso
- Parco della Rimembranza di Castagnole delle Lanze
- Parco della Rimembranza di Cortanze
- Parco della Rimembranza di San Michele d'Asti (Dusino San Michele)
- Parco della Rimembranza di Tigliole

#### Torino
- Parco della Rimembranza di Torino

### Puglia
- Parco della Rimembranza di Taranto

### Sardegna
- Parco delle Rimembranze di Cagliari
- Viale delle Rimembranze di Iglesias[24]

### Toscana

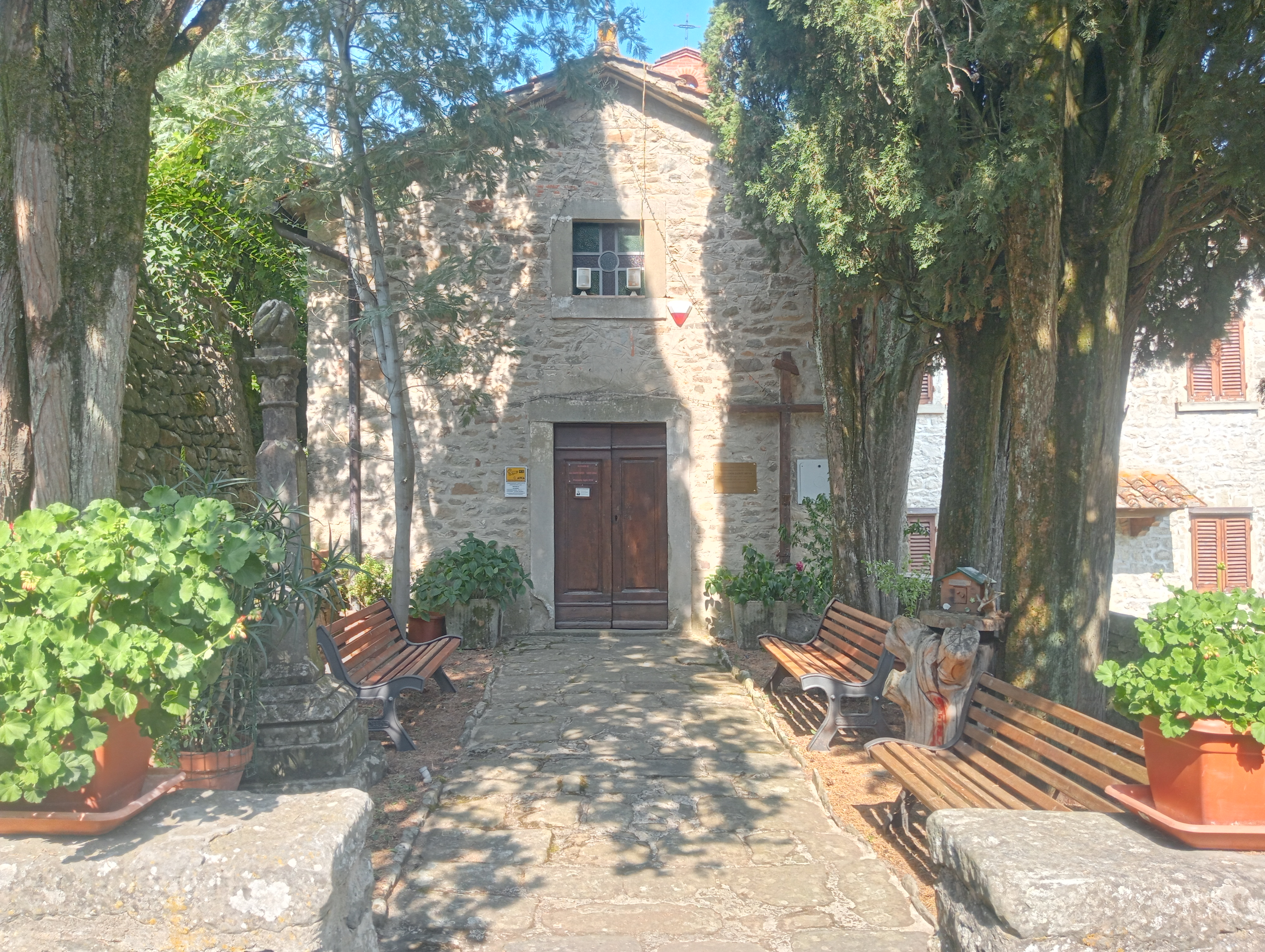
Parco della Rimembranza della Prima guerra mondiale di Pratovalle e Roveraia

#### Arezzo
- Parco della Rimembranza di Cortona
- Parco della Rimembranza di Monte San Savino
- Parco della Rimembranza di Loro Ciuffenna[25]
- Parco della Rimembranza di Montevarchi
- Parco della Rimembranza di Ponticino (Laterina Pergine Valdarno)
- Parco della Rimembranza di Pratovalle e Roveraia (Loro Ciuffenna)[26][27][28][29][30][31]
- Parco della Rimembranza di San Giovanni Valdarno
- Viale delle Rimembranze di Strada in Casentino
- Parco della Rimembranza di Serravalle (Bibbiena)

#### Firenze
- Parco della Rimembranza di Badia a Ripoli (Bagno a Ripoli)
- Parco della Rimembranza di Bagno a Ripoli
- Parco della Rimembranza di Borgo San Lorenzo
- Parco della Rimembranza di Cerreto Guidi
- Parco della Rimembranza di Empoli
- Parco della Rimembranza di Figline (Figline e Incisa Valdarno)
- Parco della Rimembranza di Firenze[32]
- Parco della Rimembranza della Croce Rossa Italiana di Firenze[33]
- ex Parco della Rimembranza della Croce Rossa Italiana di Firenze[34]
- Parco della Rimembranza a 10 caduti decorati con la medaglia d’oro al valore militare di Firenze[35]
- Parco della Rimembranza di Fucecchio
- Parco della Rimembranza del Galluzzo (Firenze)
- Parco della Rimembranza di Lastra a Signa
- Parco della Rimembranza di Londa
- Parco della Rimembranza di Marradi
- Parco della Rimembranza di Pratolino (Vaglia)
- Parco della Rimembranza di Pieve a Ripoli (Bagno a Ripoli)
- Parco della Rimembranza di Rignano sull'Arno
- Parco della Rimembranza di San Casciano in Val di Pesa
- Parco della Rimembranza di San Giovanni Maggiore (Borgo San Lorenzo)
- Parco della Rimembranza di Scandicci
- Parco della Rimembranza di Sesto Fiorentino
- Parco della Rimembranza di Vaglia

#### Grosseto
- Parco della Rimembranza di Grosseto

#### Livorno
- Parco della Rimembranza di Capoliveri
- Parco della Rimembranza di Cecina
- Parco della Rimembranza di Collesalvetti
- Parco della Rimembranza di Marciana Marina
- Parco della Rimembranza di Piombino
- Parco della Rimembranza di Rio Marina (Rio)
- Parco della Rimembranza di Rio dell'Elba (Rio)
- Parco della Rimembranza di Rosignano Marittimo

#### Lucca
- Parco della Rimembranza di Camaiore
- Parco della Rimembranza di Capannori
- Parco della Rimembranza di Castelnuovo di Garfagnana
- Parco della Rimembranza di Coreglia Antelminelli
- Parco della Rimembranza di Giardinetto (Bagni di Lucca)
- Parco della Rimembranza di Trassilico (Gallicano)
- Parco della Rimembranza di Viareggio

#### Pisa
- Viale della Rimembranza di Balconevisi (San Miniato)
- Parco della Rimembranza di Calcinaia
- Parco della Rimembranza di Capanne (Montopoli in Val d'Arno)
- Parco della Rimembranza di Casale Marittimo
- Viale della Rimembranza di Casciana Terme (Casciana Terme Lari)
- Parco della Rimembranza di Castel del Bosco (Montopoli in Val d'Arno)
- Parco della Rimembranza di Castelfranco di Sotto
- Viale della Rimembranza di Cigoli (San Miniato)
- Parco della Rimembranza di Collemontanino (Casciana Terme Lari)
- Parco della Rimembranza di Isola (San Miniato)
- Parco della Rimembranza di Lari (Casciana Terme Lari)
- Parco della Rimembranza di Marti (Montopoli in Val d'Arno)
- Viale della Rimembranza di Orentano (Castelfranco di Sotto)
- Parco della Rimembranza di Peccioli
- Viale della Rimembranza di Ponsacco
- Parco della Rimembranza di Ponte a Elsa (San Miniato)
- Parco della Rimembranza di Pontedera
- Viale della Rimembranza di San Miniato
- Parco della Rimembranza di Santa Croce sull'Arno
- Parco della Rimembranza di Santa Luce
- Parco della Rimembranza di Sant'Angelo a Montorzo (San Miniato)
- Parco della Rimembranza di Selvatelle (Terricciola)
- Parco della Rimembranza di Staffoli (Santa Croce sull'Arno)
- Parco della Rimembranza di Stibbio (San Miniato)

#### Pistoia
- Parco della Rimembranza di Agliana
- Parco della Rimembranza di Lamporecchio
- Parco della Rimembranza di Marliana
- Parco della Rimembranza di Pescia
- Parco della Rimembranza di San Marcello Pistoiese (San Marcello Piteglio)

#### Prato
- Parco della Rimembranza di Cantagallo
- Viale della Rimembranza di San Giusto (Prato)

#### Siena
- Viale della Rimembranza di Montepulciano[36]
- Parco della Rimembranza di Argiano (Montepulciano)[37]

### Veneto
- Parco delle Rimembranze di Sant'Elena (Venezia)
- Viale della Rimembranza di Nervesa della Battaglia (Treviso)